# حسين السجاسي الزنجاني
الشيخ حسين السجاسي الزنجاني (ت. 1322 هـ). هو رجل دين شيعي ومُفسّر وفقيه شيعي إيراني مشهورٌ بكونه أحد شُرّاح كتاب الكافي. ولم يُفصّل ذكره في كتب السير والتراجم؛ إلّا أنه معروفٌ بمؤلفاته ومُصنّفاته.

## مؤلفاته
| - شرح أصول الكافي. شرحٌ على كتاب الكافي، ويقع في ثلاثة مجلدات؛ الأول فيه شرحٌ على كتاب العقل والجهل وكتاب العقل، والثاني شرح فيه كتاب التوحيد، والثالث شرح فيه كتاب الحُجّة. - تفسير سورة الرحمن. | - تفسير سورة الزمر. - تفسير سورة الشمس. جُمعت كتب التفسير الثلاثة، وطُبعت في مجلدٍ واحد. |

## الهوامش

### كتب
- أعيان الشيعة. محسن الأمين، طبع بيروت - لبنان، تاريخ الطبع مفقود، منشورات دار التعارف.
- معجم المؤلفين. عمر كحالة، طبع بيروت - لبنان، تاريخ الطبع مفقود، منشورات إحياء التراث العربي.
- الذريعة إلى تصانيف الشيعة. آغا بزرگ الطهراني، طبع بيروت - لبنان، تاريخ الطبع مفقود، منشورات دار الأضواء.

### إشارات مرجعية
1. 1 2 3  
الأمين، محسن. أعيان الشيعة - ج6. ص. 26. مؤرشف من الأصل في 2019-12-18.
2. 1 2 3  
كحالة، عمر. معجم المؤلفين - ج4. ص. 9. مؤرشف من الأصل في 2019-12-16.
3. 1 2  
الطهراني، آغا بزرگ. الذريعة إلى تصانيف الشيعة - ج13. ص. 56. مؤرشف من الأصل في 2019-12-16.
4. ↑  
كحالة، عمر. معجم المؤلفين - ج4. ص. 10. مؤرشف من الأصل في 2019-12-18.
5. ↑  
الطهراني، آغا بزرگ. الذريعة إلى تصانيف الشيعة - ج4. ص. 338. مؤرشف من الأصل في 2019-12-16.